# Анастасиеви стени
Анастасиевите стени или „Дългите стени“ (на гръцки: Αναστάσειο Τείχος, Μακρά Τείχη της Θράκης; на турски: Anastasius Suru, Uzun Duvar) са укрепена отбранителна линия – вал с каменни стени пред Констонтинопол, преграждащи подстъпите към него от Мраморно море пред град Силиврия (Silivri, на гръцки: Σηλυβρία) до Черно море при с. Подима (дн. Yalıköy). Носят името на византийския император Анастасий I (упр. 491 – 518) и са издигнати за защита на Цариград от заплахите от запад, и най-вече срещу набезите на хуните, славяните и българите.
Анастасиевата стена е била изградена още през 469 г. по времето на императора Лъв I (457 – 474 г.) и през 478 г. по времето на император Флавий Зенон (476 – 491 г.). Името на стената обаче идва от император Анастасий I, който основно я ремонтира, укрепява и възстановява през периода 507 – 512 г. Стената се намира на 65 km западно от Константинопол и първоначално е била 56 km дълга. От нея в добро състояние е останало почти половината, с височина на места до четири метра. Тя може да се сравнява с Адриановия вал. Мощната укрепена линия е преодолявана нееднократно от българите, един от първите в това е владетелят на кутригурите Заберган в 559 г. обсадил Цариград начело на голяма съюзна армия от българи и славяни.
През 1994 г. е създаден проект за запазване на стената.